# Quercus turbinella
Quercus turbinella är en bokväxtart som beskrevs av Edward Lee Greene. Quercus turbinella ingår i släktet ekar, och familjen bokväxter. Inga underarter finns listade i Catalogue of Life.

## Bildgalleri

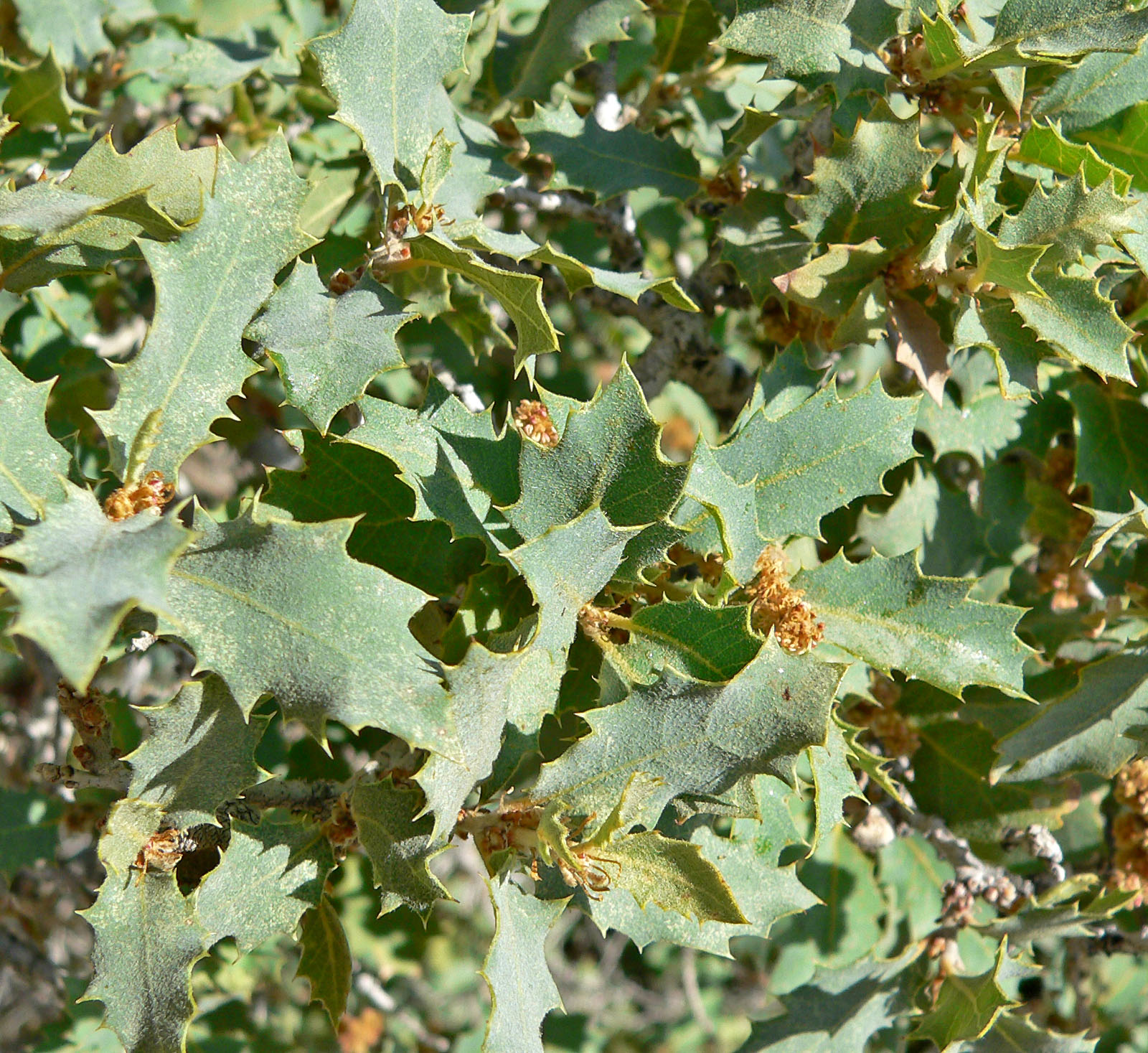
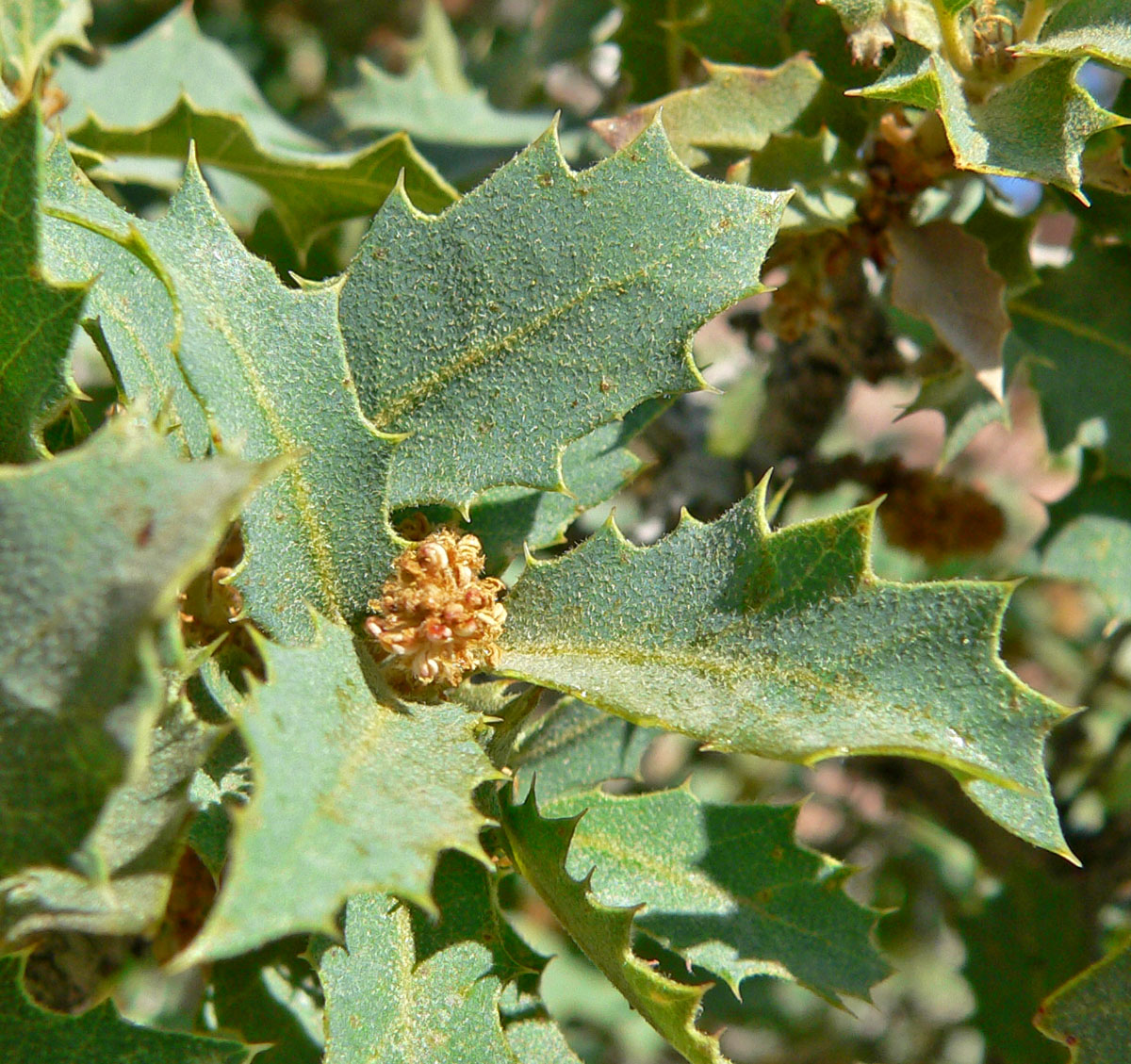
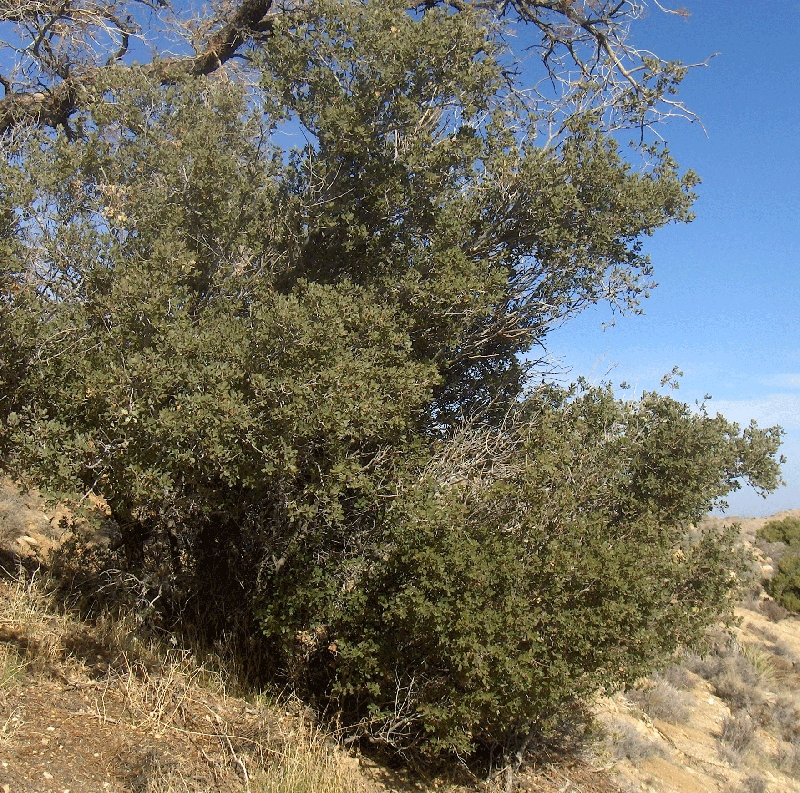
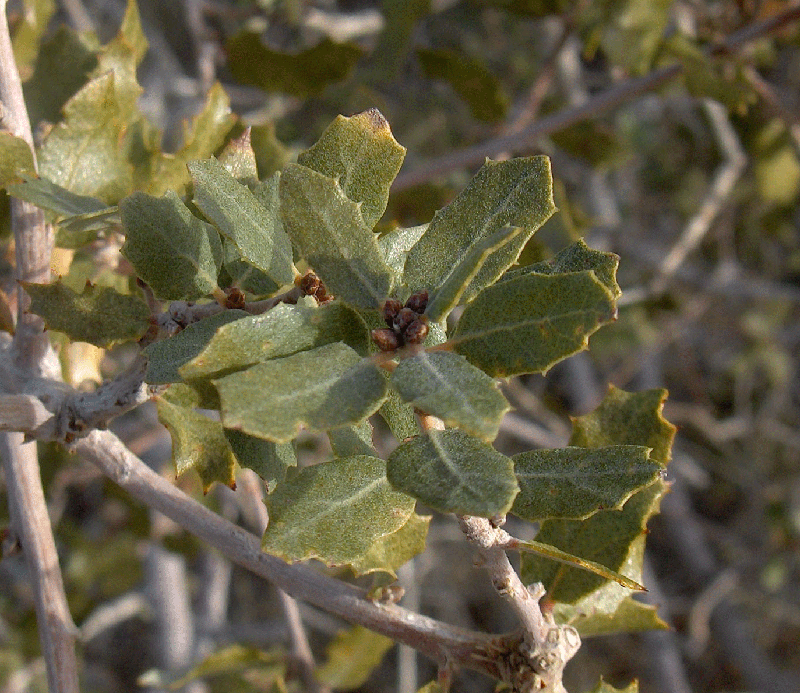
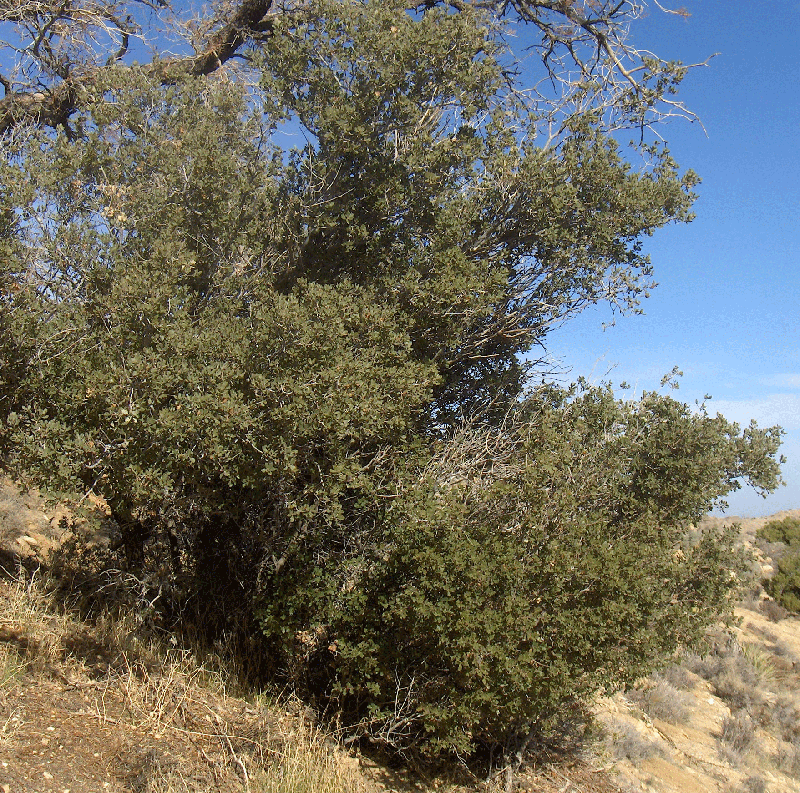